# جيم بروير (كرة سلة)
جيم بروير (بالإنجليزية: Jim Brewer)‏ مواليد 3 ديسمبر 1951 في مايوود، هو لاعب كرة سلة محترف أمريكي سابق تحول إلى التدريب بعد الاعتزال بدأ مسيرته الاحترافية في سنة 1973 حيث تم اختياره من قبل فريق كليفلاند كافالييرز خلال الدرافت. يبلغ طوله 6 قدم 9 بوصة (2.1 م). مثّل منتخب بلاده. شارك في مسابقة كرة السلة في الألعاب الأولمبية الصيفية سنة 1972 وفاز فيها بالميدالية الفضية. اعتزل اللعب في 1985.

## فرق لعب لها
- كليفلاند كافالييرز
- ديترويت بيستونز
- بورتلاند ترايل بلايزرز
- لوس أنجلوس ليكرز
- بالاكانسترو كانتو

## روابط خارجية
- جيم بروير على موقع الاتحاد الدولي لكرة السلة (الإنجليزية)
- جيم بروير على موقع إن بي أي (الإنجليزية)
- جيم بروير على موقع سبورتس رفرنس (الإنجليزية)
- جيم بروير على موقع كلية كرة السلة في سبورتس رفرنس.كوم (الإنجليزية)
- جيم بروير على موقع ريلجم (الإنجليزية)
- جيم بروير على موقع بروبوليرز (الإنجليزية)
- جيم بروير على موقع سبورتس رفرنس (الإنجليزية)
- جيم بروير على موقع سبورتس رفرنس (الإنجليزية)
- جيم بروير على موقع أوليمبيديا (الإنجليزية)